# Kings Beach (Kalifornija)
Kings Beach je naseljeno područje za statističke svrhe u američkoj saveznoj državi Kalifornija. Prema popisu stanovništva iz 2010. u njemu je živjelo 3.796 stanovnika.